# CCTV第一剧场频道
中国中央电视台第一剧场频道于2004年8月9日开播，是中國中央電視台首批开播的第六个数字付费频道，播出的内容为最新以及经典电影、电视剧。本频道大部分播出时段以播放中国大陆电视剧为主，每天中午12时、每晚22时为“热门影院”时段，以影片原音配中文字幕的形式，播放由HBO亚洲提供的电影。每晚“热门影院”后会播出以外语电视剧为主的“风云剧场”。
北京时间2020年1月1日4:00，本频道与央视其余12套付费频道的高清版本正式上星播出；标清版本至同年6月29日4:00停播。